# Stanley Menzo
Stanley Purl Menzo (ur. 15 października 1963 w Paramaribo – holenderski piłkarz, grający na pozycji bramkarza.

## Kariera
Urodził się w byłej kolonii holenderskiej. Potem jego rodzina wyemigrowała do Holandii i zamieszkała w Amsterdamie. Młody Menzo zaczynał piłkarską karierę w małych klubikach w Amsterdamie – TWV Centrum i Zeeburgia. Z czasem trafił do znanej szkółki piłkarskiej Ajaksu Amsterdam. W sezonie 1983–1984 trafił do pierwszego zespołu, jednak najpierw został wypożyczony do FC Haarlem, gdzie zaliczył debiut w Eredivisie. Miało to miejsce 11 września 1983 roku w wygranym 2-0 meczu z FC Den Bosch. Nazajutrz Menzo wrócił do Ajaksu, gdzie zdołał zagrać 6 meczów w pierwszym zespole. Jednak na stałe w pierwszej jedenastce zadomowił się dopiero w sezonie 1985–1986. I od tego czasu przez lata był etatowym bramkarzem Ajaksu. A w sezonie 1992–1993 powoli był wypierany przez zmiennika Edwina van der Sara – zdołał rozegrać 16 meczów. A w następnym sezonie to już van der Sar został pierwszym bramkarzem Ajaksu i Menzo musiał szukać sobie nowego klubu. W 1994 roku trafił do PSV Eindhoven – tam jednak mu też nie szło, więcej grał Ronald Waterreus, a Menzo siedział na ławce – przez 2 sezony zdołał rozegrać tylko 15 meczów. W 1996 roku Menzo przystał na ofertę belgijskiego Lierse SK. Tam miał dobry sezon rozgrywając 31 meczów, co zaowocowało wypożyczeniem do francuskiego Girondins Bordeaux. Tam spędził 0,5 roku i wrócił do Lierse. A w 1999 roku powrócił do Ajaksu Amsterdam, jednak nie rozegrał już żadnego meczu i zdecydował się zakończyć piłkarską karierę.
Po zakończeniu kariery Menzo został trenerem bramkarzy w 2-ligowym AGOVV Apeldoorn. Potem samodzielnie prowadził ten klub, a także FC Volendam. Od 2009 roku jest trenerem drugiej ligi holenderskiej SC Cambuur.
W reprezentacji Holandii Menzo zadebiutował 6 września 1989 roku w zremisowanym 2-2 meczu z Danią. Jednak od tego czasu w narodowych barwach zagrał tylko 6-krotnie. Za to 2 razy był rezerwowym na wielkich imprezach – na MŚ w 1990 i Euro 92, gdzie był zmiennikiem Hansa van Breukelena.
| Sezon   | Klub               | Kraj     | Rozgrywki     | Mecze | Bramki |
| ------- | ------------------ | -------- | ------------- | ----- | ------ |
| 1983/84 | AFC Ajax           | Holandia | Eredivisie    | 6     | 0      |
| 1983/84 | HFC Haarlem        | Holandia | Eredivisie    | 9     | 0      |
| 1984/85 | AFC Ajax           | Holandia | Eredivisie    | 2     | 0      |
| 1985/86 | AFC Ajax           | Holandia | Eredivisie    | 34    | 0      |
| 1986/87 | AFC Ajax           | Holandia | Eredivisie    | 34    | 0      |
| 1987/88 | AFC Ajax           | Holandia | Eredivisie    | 34    | 0      |
| 1988/89 | AFC Ajax           | Holandia | Eredivisie    | 32    | 0      |
| 1989/90 | AFC Ajax           | Holandia | Eredivisie    | 29    | 0      |
| 1990/91 | AFC Ajax           | Holandia | Eredivisie    | 26    | 0      |
| 1990/91 | AFC Ajax           | Holandia | Eredivisie    | 26    | 0      |
| 1991/92 | AFC Ajax           | Holandia | Eredivisie    | 34    | 0      |
| 1992/93 | AFC Ajax           | Holandia | Eredivisie    | 16    | 0      |
| 1993/94 | AFC Ajax           | Holandia | Eredivisie    | 2     | 0      |
| 1994/95 | PSV Eindhoven      | Holandia | Eredivisie    | 14    | 0      |
| 1995/96 | PSV Eindhoven      | Holandia | Eredivisie    | 1     | 0      |
| 1996/97 | Lierse SK          | Belgia   | Eerste Klasse | 31    | 0      |
| 1997/98 | Girondins Bordeaux | Francja  | Ligue 1       | 10    | 0      |
| 1997/98 | Lierse SK          | Belgia   | Eerste Klasse | 16    | 0      |
| 1998/99 | Lierse SK          | Belgia   | Eerste Klasse | 26    | 0      |
| 1999/00 | AFC Ajax           | Holandia | Eredivisie    | 0     | 0      |